# Eutychès
Pour les articles homonymes, voir Eutychius.
Eutychès ou Eutukhès, mort vers 454, était une personnalité du christianisme ancien. Farouchement opposé au nestorianisme, proche de Chrysaphios, l'influent eunuque de Théodose II, sa doctrine s'inscrit à la suite d'Apollinaire de Laodicée et de Cyrille d'Alexandrie, refusant d'envisager dans le Christ deux natures distinctes et décrivant au contraire l'unité du Christ comme la fusion de deux natures en une seule.

## Doctrine
Suivant Eutychès, le Christ est de deux natures avant l'union — à comprendre comme l'Incarnation — et d'une seule nature après celle-ci. En évoquant « l'unique nature du Verbe incarnée » pour parler de l'unique nature du Christ après l'Incarnation, Eutychès reprend la formule d’Apollinaire elle-même reprise par Cyrille, formule qui constitue le signe de ralliement des théologies monophysites. Ainsi, Eutychès enseigne qu'il n'y a qu'une nature en Jésus-Christ, la nature divine, par laquelle a été absorbée la nature humaine « comme une goutte d'eau l'est par la mer ».

## Biographie
Clerc grec, Eutychès était archimandrite d'un monastère près de Constantinople lorsque commence le débat théologique initié par Cyrille d'Alexandrie contre Nestorius, qui supposait deux natures en Jésus-Christ. 
Le moine sort de sa retraite pour défendre la foi et tente d'élaborer un compromis, mais son enseignement crée des troubles théologiques dès 448. Accusé par Eusèbe de Dorylée, il est condamné en novembre de la même année par Flavien de Constantinople, patriarche de Constantinople, au cours d'un synode local. Un second synode organisé à l'instigation de Théodose II, protecteur d'Eutychès, mais toujours présidé par Flavien confirme la condamnation en avril 449.
Théodose convoque alors un concile à Éphèse en août 449, présidé par Dioscore, successeur de Cyrille et farouche opposant aux christologies distinguant divinité et humanité du Christ. Le concile se déroule dans une ambiance délétère, des hommes de mains encadrant les débats. Eutychès est réhabilité, les théologiens antiochiens Ibas d'Édesse et Théodoret de Cyr — opposant de Cyrille au concile d'Éphèse en 431 — sont déposés ; Flavien, également déposé, est exilé et meurt trois jours plus tard des mauvais traitements reçus.
Moment important de la lutte entre les théologies issues d'Alexandrie et de Constantinople, ce concile est souvent taxé de « brigandage d'Éphèse », nom que lui donne l'évêque de Rome Léon, soutien de Flavien auquel il adresse le Tome à Flavien, lettre dogmatique qui, délaissée par Dioscore à Éphèse, sera reprise au concile de Chalcédoine.
Les rapports de force s'inversent l'année suivante quand la mort de Théodose II entraine la chute de l'eunuque Chrysaphios, privant le parti d'Eutychès de son principal soutien. Marcien, successeur de Théodose, entend remettre de l'ordre et convoque un concile œcuménique qui s'ouvre le 8 octobre 451 à Chalcédoine, rassemblant plusieurs centaines d'évêques, essentiellement orientaux. Le concile est notamment l'occasion du procès de Dioscore à l'instigation d'Eusèbe de Dorylée qui est réhabilité avec Flavien tandis que l'archevêque d'Alexandrie est définitivement déposé et la condamnation d'Eutychès est confirmée.
Eutychès meurt vers 454.  Ses partisans furent nommés « eutychéens » (partisans d'une seule nature ou monophysites) et persécutés par l'empereur. 
Sa doctrine fut développée par les disciples de Dioscore d'Alexandrie et de Sévère d'Antioche ; d'Égypte, elle se répandit en Orient et subsiste de nos jours dans les Églises des trois conciles établies en Égypte et en Éthiopie.

## Édition
- CPG 5945-5954